# Børøya (Hadsel)

Børøya (ou Bierák en Same du Nord) est une île de la commune de Hadsel , en mer de Norvège dans le comté de Nordland en Norvège.

## Description
L'île de 1,4 km2 fait partie de l'archipel des Vesterålen. L'île est située dans le détroit de Langøysundet entre l'île de Langøya et la ville de Stokmarknes sur l'île de Hadseløya à laquelle elle est reliée par le Børøy Bridge (en). 
Sur Børøya, il y a un grand quartier résidentiel et plusieurs commerces.
La municipalité de Hadsel a acheté Børøya en 1963 et a planifié des zones résidentielles et industrielles sur l'île. La municipalité a financé et construit le pont vers l'île; il a été officiellement inauguré le 1er juillet 1967. 

## Galerie

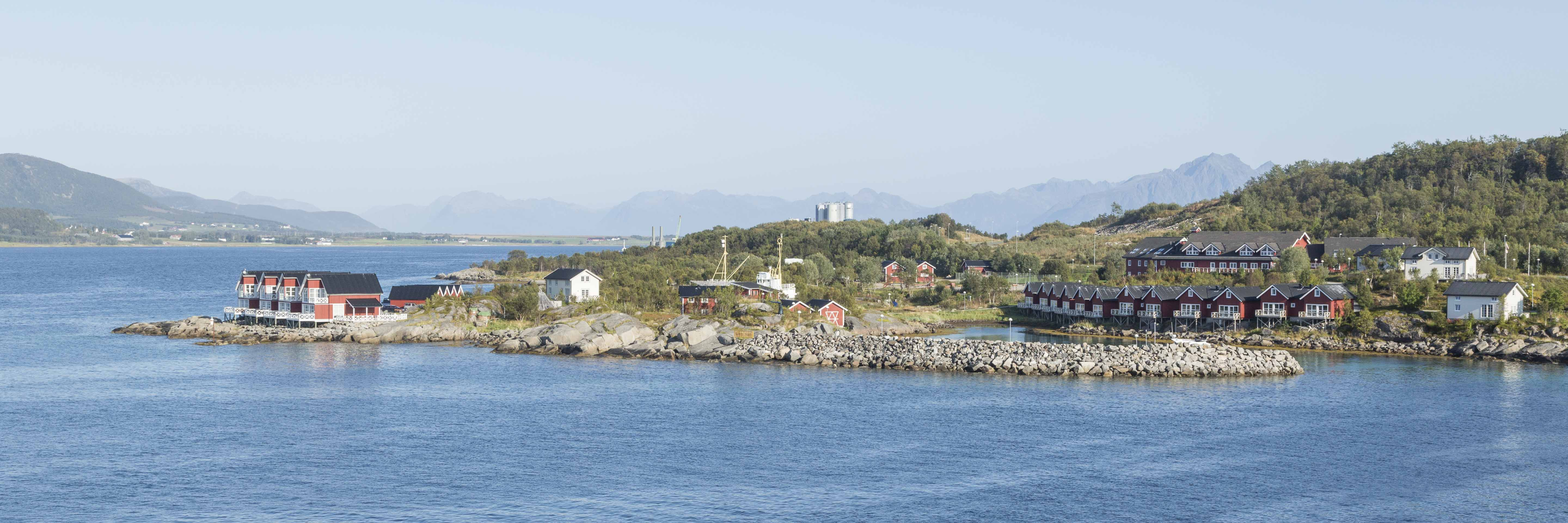